# 狐季姬
狐季姬（？—？），晋献公的妾室，晋文公重耳的母亲。其父狐突，兄弟狐毛、狐偃，后来都是晋国重臣。
晋献公正妻娶于贾国，无子。和他父亲晋武公的妾齐姜生穆姬、太子申生。又在西戎娶二女，大戎狐姬即狐季姬生重耳，小戎子生夷吾（晋惠公）。晋国伐骊戎，骊姬被晋献公虜獲，驪姬生下一子，取名奚齐，她陪嫁的妹妹少姬生下卓子。前529年，叔向和韩起谈论楚国公子比的时候提到晋文公是是狐季姬的儿子，有宠于晋献公。